# Johann Caspar von Ampringen
Johann Caspar von Ampringen, magyar forrásokban báró Ampringen János Gáspár (1619. március 20. (v.19.) – Boroszló, 1684. szeptember 9.) a Német Lovagrend 48. nagymestere, a Magyar Királyság császári kormányzója.

## Élete
Magyarországon született egy baden-württembergi nemes családban; apja Johann Christoph von Ampringen, anyja Susanne von Landsberg volt. 1646-ban lépett be a Német Lovagrendbe, majd fokozatosan haladt előre a ranglétrán. 1660-tól őt bízták meg a rend nevében a horvát határ védelmével a törökök ellen. 1664-ben egyhangúlag a Lovagrend nagymesterévé választották. A határ megerősítésére, a johannitákkal való összefogásra, illetve egy dunai flotta felállítására vonatkozó tervei rendre meghiúsultak részben az anyagiak hiánya, részben a császári udvar ellenállása miatt. Ennek ellenére a rend hathatósan közreműködött a török elleni háborúkban, például az 1664-es szentgotthárdi csatában. 1673. február 27-én Lipót császár a Magyar Királyság kormányzójává nevezte ki. 1677-ben elhagyta az országot, 1679-ben pedig saját kérésére felmentették tisztségéből, és Szilézia kormányzója lett.

## Magyarországi szerepe
Ampringent a Wesselényi-összeesküvés utáni megtorlás során nevezték ki kormányzónak. A nádori tisztség helyett kormányzóságot (gubernium) állítottak fel, amely közvetlenül a császárnak volt alárendelve. A testület élén a teljhatalmú kormányzó (gubernátor) állt, mellette négy magyar és négy osztrák tanácsos vett részt. A tanács osztrák tagjai: Sebastian von Pötting gróf, Paris von Spantkow (Spankau) tábornok, Erhard és Hoffmann tanárok, míg a magyar tagjai: Szelepcsényi érsek, Forgách Ádám  országbíró, Majthényi János királyi személynök és Kollonich Lipót kamaraelnök voltak. A kormányzóság feladata volt többek között a vallási kérdések felügyelete (ez a gyakorlatban a rekatolizáció támogatását jelentette), a polgári lakosság és a katonaság közötti konfliktusok elsimítása, a belügyi helyzet stabilizálása, a közigazgatás korszerűsítése.

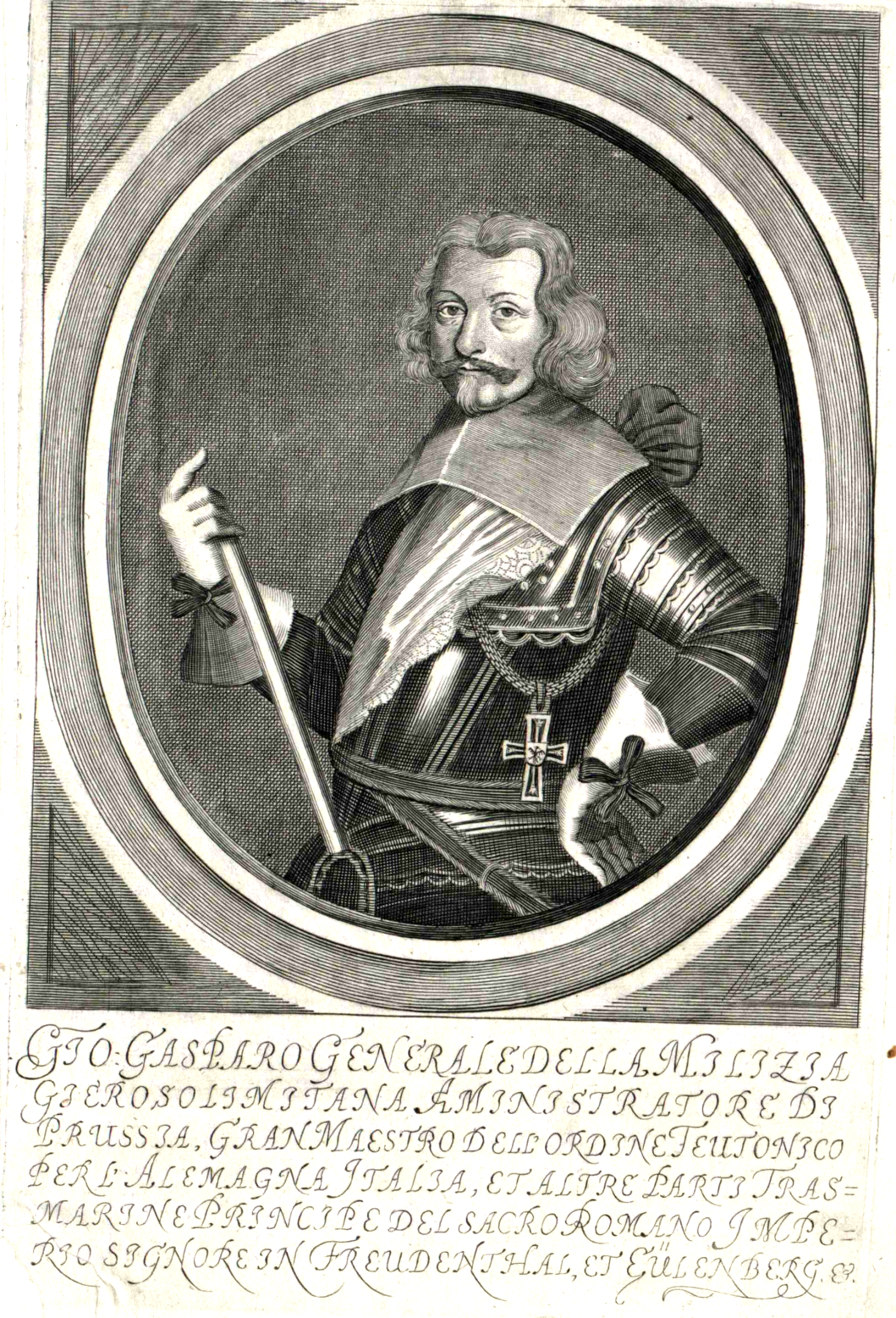
Johann Caspar von Ampringen a Német Lovagrend 48. nagymestere

Ampringen kormányzósága idején a tömeges kivégzések, az új eretneknyomozó törvényszékek a protestánsokat, a hadi törvényszékek pedig a vagyonos hazafiakat üldözték. Tevékenysége két pártra osztotta a nemzetet, amelyek egymást kurucnak és labancnak csúfolták.
Az 1670-ben kiadott általános amnesztialevél ellenére, a Wesselényi-összeesküvésben cinkosként feltüntetett papokat és lelkészeket bebörtönözték, és az úgynevezett pozsonyi vértörvényszék ítéletei nyomán közülük mintegy hetvenet gályarabságra ítéltek. 1676-ban a gályarabbá lettekből még életben maradt 26-ot Michiel de Ruyter holland tengernagy szabadította ki a fogságból.
Ampringen zsoldosai sorozatos kegyetlenségeket követtek el, különösen az ország tiszai részét dúlták fel. Friedrich Cob von Neuding császári ezredes például a kassai főtéren hatvankét magyar nemest végeztetett ki. Kormányzói tevékenysége nagymértékben hozzájárult a Thököly Imre vezette felkelés kirobbanásához. Lipót császár 1681-ben visszaállította az eltörölt nádori hivatalt, és Esterházy Pált nevezte ki palatinusszá.
Tetteinek emlékezete hosszan tartó nyomot hagyott a magyar történetírásban: a kétszáz év múltával megjelent Pallas nagy lexikona „gyászos szerepet játszott kalandor”-nak nevezi, ezrekre teszi az ártatlanul legyilkoltak számát, és megállapítja, hogy „a tatárjárás óta nem dúlták így fel e vidéket.”

## További információ
- Markó László: A Magyar Állam főméltóságai Szent Istvántól napjainkig, Magyar Könyvklub, Budapest 2000. ISBN 963-547-085-1
- Kalmár János: Magyarország története a 16–18. században, 67–68. o., Ikva Kiadó, 1990, ISBN 9637760083
- Ágoston Gábor–Oborni Teréz: A tizenhetedik század története, 72. o., Pannonica, 2000, ISBN 9639252115
- Hóman–Szekfű: Magyar történet, IV. k. (írta Szekfű Gyula), 186–187. o., Királyi Magyar Egyetemi Nyomda, 1935

| Előző uralkodó: Habsburg Károly József főherceg | A Német Lovagrend nagymestere 1664 – 1684 | Következő uralkodó: Lajos Antal pfalz-neuburgi herceg |